# 死亡 (漫威宇宙)
死亡（英語：Death）是漫威宇宙的五大神之一，宇宙中所有生命靈魂的源頭、創造者與操縱者。代表著著宇宙中所有生命終止的具體形式的顯像化。所有神話傳說中死神、閻王、地獄王、地獄魔王的創造者和主人。
死亡女神1973年首次登場於《驚奇隊長》#26，與永恆是相反的對立面。死亡女神通常以身披黑斗篷的人類骨骼的形象出現，
她居住的死亡國度活人是無法進入的，裏面有一口能回答任何問題的無限之井。

## 其他媒體

### 電影
- 漫威電影宇宙
  - 《雷神奇俠4：愛與雷霆》（2022年）：與其餘4位宇宙實體：觀察者、生命法庭、永世（英语：Eon）及無限一同以雕像形式出現於永恆神廟中。

### 電視
- 漫威電影宇宙：由奧布瑞·普拉扎飾演。
  - 《阿嘉莎：無所不在》（2024年）